# Занзібарський султанат
Занзіба́рський султана́т (араб. سلطنة زنجبار Sulṭanat Zanjībār; суах. Usultani wa Zanzibar; англ. Sultanate of Zanzibar) — держава-султанат на Занзібарі, що існувала як окреме державне утворення з XIX ст. до 1964 року, відколи є частиною держави Танзанія.

## Історія
Занзібар було виділено як удільне володіння молодшим членам династії правителів Оманського султанату (султанат Маскат) Бу Саїді. Влада занзібарського султана сягала не лише островів архіпелагу Занзібар (Унґуджа і Пемба), а й східноафриканського узбережжя Суахілі, зокрема від 3° півн.ш. (Варшейх) до 10° півд.ш. (бухта Тунгі). Велась активна торгівля рабами, прянощами, слоновою кісткою тощо; на Занзібарі було розгорнуте широке будівництво.
Наймогутніший з оманських султанів Саїд ібн Султан у 1840 році переніс столицю своєї держави з Маскату до Занзібару для контролю над підкореними східноафриканськими територіями. Після смерті Саїда його сини пересварилися між собою і звернулися за посередництвом до британців. Зрештою, в 1861 році була укладена угода про поділ держави, за якою Занзібар з усіма оманськими володіннями в Африці дістався молодшому сину і хафісу (наміснику) острова Маджіду ібн Саїду (1861—1870), що відтак почав іменуватися занзібарським султаном
До середини 1880-х років Занзібар перебував у сфері впливу Британської імперії, хоча формального протекторату не було встановлено. Активізація німецької колонізації у 2-й половині XIX ст., зокрема нападки на володіння Занзібарського султанату на узбережжі, призвела до укладення обома державами в 1890 році Занзібарського договору, за яким материкові володіння Занзібарського султанату були поділені між Німецькою Східною Африкою і Британською Східною Африкою, а сам Занзібарський султанат ставав британським протекторатом.
Однак протекторат протримався недовго. 27 серпня 1896 року внаслідок Англо-занзібарської війни, відомої як найкоротша війна в світовій історії (за книгою рекордів Гіннеса), султана Халіда ібн Баргаша було вигнано, й поставлено вигідного британцям правителя.
У 1-й половині XX ст. на Занзібарі встановився маріонетковий султанський режим, повністю підконтрольний Великій Британії, проте формально Занзібар залишався напівсамостійним державним утворенням.
Боротьба проти британської і султанської влади активізувалася на Занзібарі після Другої світової війни, і значною мірою підживлялася з континенту (з Танганьїки)[джерело?].
10 грудня 1963 року було проголошено державну незалежність Занзібару. 16 грудня цього ж (1963) року новостворену країну було прийнято до ООН. Але вже 12 січня 1964 року на Занзібарі відбувся державний переворот, в результаті якої султан Джамшид ібн Абдаллах був скинутий з престолу і вигнаний з країни, що й знаменувало собою кінець існування султанату й прискорило входження Занзібару за декілька місяців до новоствореної держави Танзанія.

## Правителі Занзібару з династії Бусаїдів
- Халід ібн Саїд, *1819, хаміс (намісник) Занзібару (1828—1854), син Саїда бін Султана, Оманського султана (султанат Маскат, 1806—1856)
- Маджид ібн Саїд, *1834, хаміс Занзібару (1856—1861), султан Занзібару (1861—1870), брат попереднього
- Баргаш ібн Саїд, *1837, султан Занзібару (1870—1888), брат попереднього
- Халіфа ібн Саїд, *1852, султан Занзібару (1888—1890)
- Алі ібн Саїд, *1854, султан Занзібару (1890—1893), брат Баргаша ібн Саїда
- Хамад ібн Тувайні, *1857, султан Занзібару (1893—1896), син Тувайні ібн Саїда, Оманського султана (1856—1866)
- Халід ібн Баргаш, *1874, султан Занзібару (1896), †1927
- Хамуд ібн Мухаммад ібн Саїд, *1853, султан Занзібару (1896—1902)
- Алі ібн Хамуд, *1884, султан Занзібару (1902—1911)
- Халіфа ібн Харуб ібн Тувайні, *1879, султан Занзібару (1911—1960)
- Абдаллах ібн Харуб ібн Тувайні, *1910, султан Занзібару (1960—1963)
- Джамшид ібн Абдаллах, *1929, султан Занзібару (1963—1964)

## Галерея

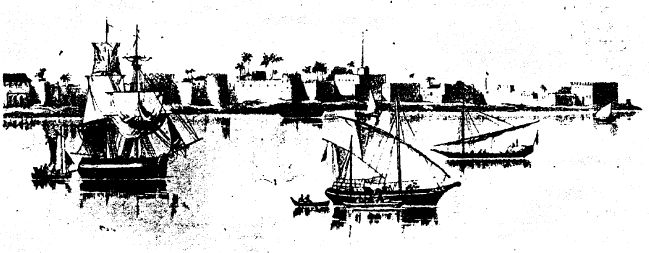
Порт Занзібару, сер. XIX ст.
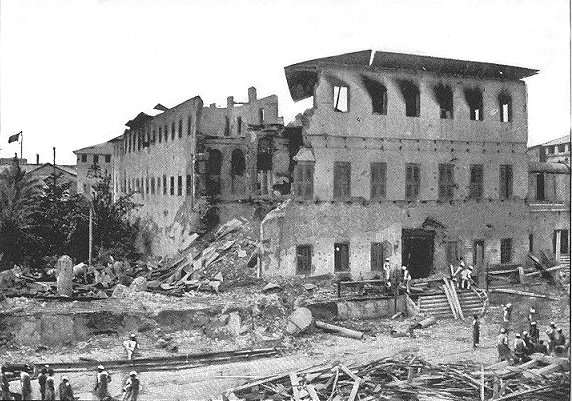
Будівля султанського гарему після обстрілу під час Англо-занзібарської війни, 1896
Занзібар у 1960
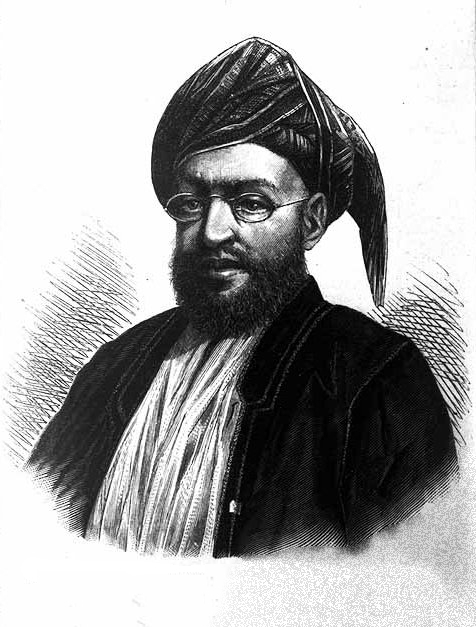
Халіфа ібн Баргаш, султан Занзібару (1888–1890)